# Soro caseiro
O chamado soro caseiro é uma fórmula que consiste na preparação e administração de uma solução aquosa de açúcar e sal de cozinha, recomendado para prevenir a desidratação resultante de vômitos e diarreias. Estima-se que 3 milhões de crianças morrem anualmente por complicações causadas por quadros de diarreia segundo a Organização Mundial de Saúde (OMS).

## Utilização
Com a diarreia ou vômito ocorre perda de água e sais minerais pelo organismo. A função do soro caseiro, por via oral, é a de reposição desses elementos perdidos. O soro deve ser tomado à vontade, cada 20 minutos, e após cada evacuação líquida se houver diarreia.
O soro deve ser ministrado apenas para prevenir a desidratação ou quando ocorrerem os sintomas iniciais. Em casos mais graves o paciente deve ser encaminhado imediatamente a um médico.

## Preparação
O soro caseiro é preparado dissolvendo-se duas medidas rasas de açúcar (medida maior da colher-padrão) e uma medida rasa de sal (medida menor da colher-padrão) em um copo de água limpa (ou 1 litro de água c/ 3,5g de sal e 20g de açúcar).
Um erro na concentração de sal e açúcar pode provocar convulsão numa criança desidratada. Para evitar erros na concentração, o Fundo das Nações Unidas para a Infância (UNICEF) divulga a utilização de uma colher-padrão que já apresenta as medidas para a preparação do soro.